# انحلال روسیه
انحلال روسیه (انگلیسی: Dissolution of Russia) احتمال تجزیه روسیه، فروپاشی فرضی فدراسیون روسیه به عنوان یک کشور واحد و همچنین نظرات و تحلیل عواقب این رویداد است که موضوع صدها مقاله است.

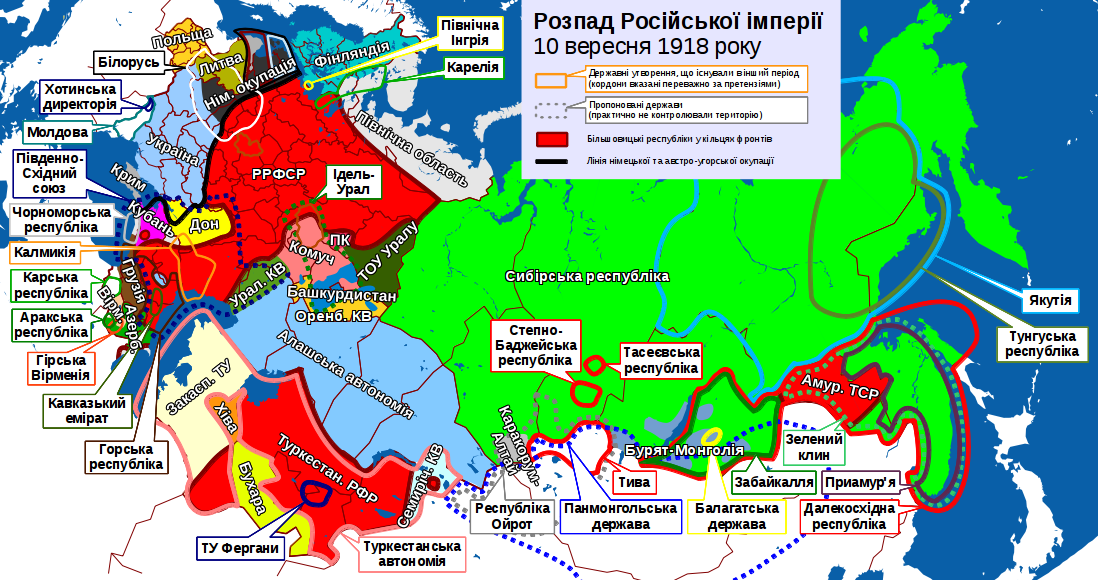
فروپاشی امپراتوری روسیه در سپتامبر ۱۹۱۸ میلادی

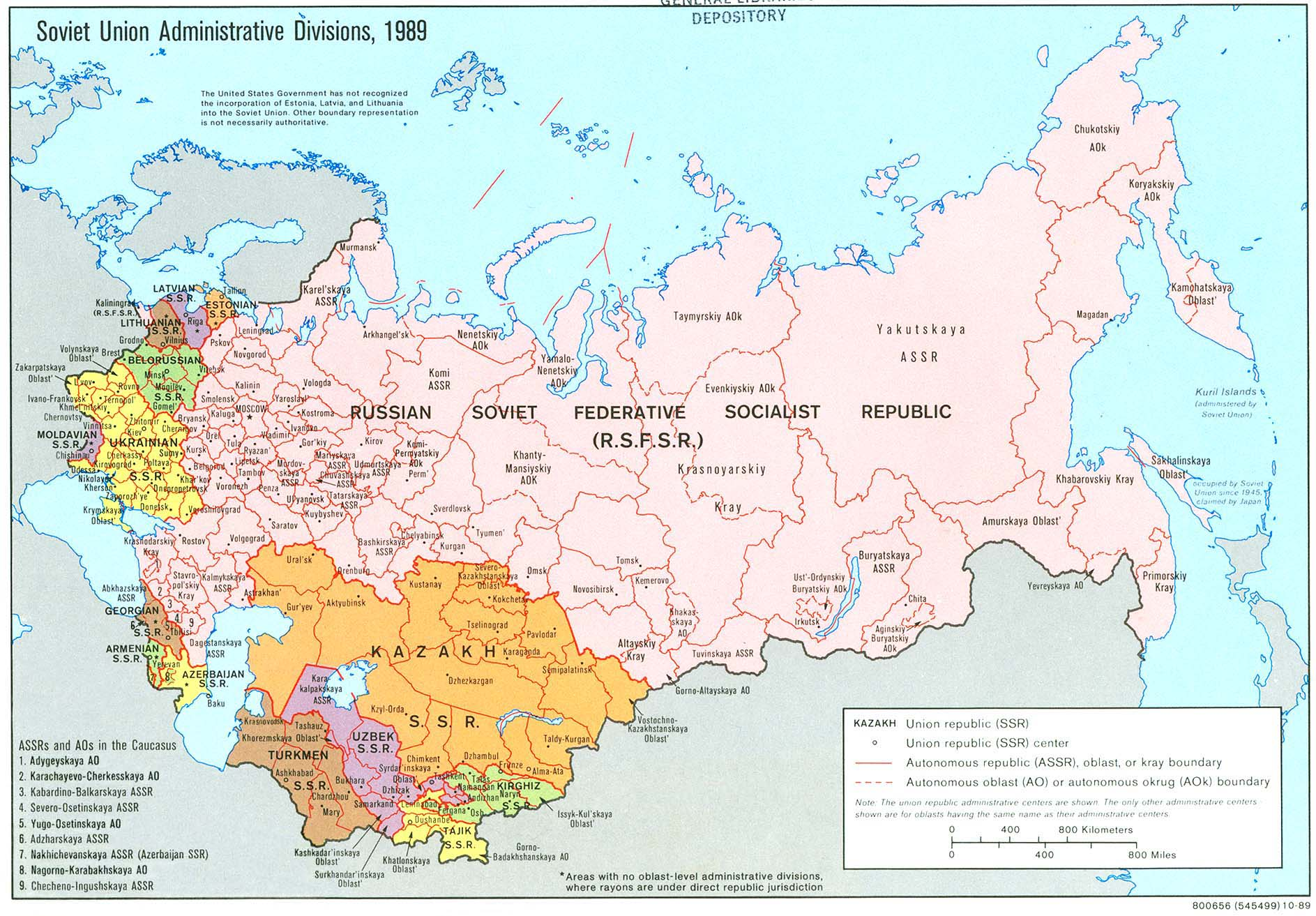
نقشه اداری اتحاد جماهیر شوروی در ۱۹۸۹ میلادی